# Beiaardbos, Fonteinbos en Ingelbos
Het Beiaardbos, het Fonteinbos en het Ingelbos zijn twee bosreservaten (Beiaardbos en Fonteinbos) en een erkend natuurreservaat (Ingelbos) in de Vlaamse Ardennen in Zuid-Oost-Vlaanderen (België). Het Beiaardbos en het Fonteinbos zijn 15 ha groot en worden als bosreservaat beheerd door de Vlaamse overheidsdienst Agentschap voor Natuur en Bos en door Natuurpunt. Het Ingelbos beslaat 4,7 ha en wordt beheerd door Natuurpunt. De reservaten liggen op het grondgebied van de gemeente Kluisbergen, zijn Europees erkende Natura 2000-gebieden (Bossen van de Vlaamse Ardennen en andere Zuid-Vlaamse bossen) en maken deel uit van het Vlaams Ecologisch Netwerk. Binnen de Europese natuurdoelstellingen wordt op termijn 350 hectare extra bos gecreëerd in de Vlaamse Ardennen; het Kluisbos wordt via Feelbos, Beiaardbos, Fonteinbos en Ingelbos, Hotond-Scherpenberg, Kuitholbos en Spijkerbos verbonden met het Koppenbergbos.

## Landschap
Het Beiaardbos, het Fonteinbos en het Ingelbos liggen in een typisch Vlaamse Ardennen-landschap met glooiende heuvels, diep ingesneden beekdalen en beboste heuveltoppen. In het bos ontspringt een bronbeekje.

## Fauna
Het Beiaardbos, het Fonteinbos en het Ingelbos bieden onderdak aan heel wat zoogdieren (ree), vogels (ransuil, steenuil, torenvalk, buizerd, sperwer) en insecten. In de graslanden aan de bosrand komt geelgors voor.

## Flora
De bossen zijn gemengde bossen van eik, beuk en gewone es met hakhout en opgaande bomen. De reservaten bestaan verder uit hakhout van vooral hazelaar, populier, tamme kastanje, zwarte els, meidoorn, hulst en rode kornoelje. In de kruidlaag van de bossen groeien slanke sleutelbloem, bosanemoon, wilde hyacint, eenbes, hangende zegge, breedbladige wespenorchis en paarse schubwortel.
Het Ingelbos is een klein reliëfrijk bronbos. Er bevindt zich beuk op het drogere deel, canadapopulier en zomereik op het nattere deel, en langsheen de beken loofhout zoals zwarte els, hazelaar, es, zomereik, vlier en Gelderse roos.